# یوریوزان (باشقیرستان)
یوریوزان (انگلیسی: Yuryuzan, Republic of Bashkortostan) یک شهرک در شهرستان کاراایدلسکی استان باشقیرستان کشور روسیه است.